# كوينسي (ماساتشوستس)
كوينسي (Quincy) هي مدينة تقع في مقاطعة نورفولك، بولاية ماساتشوسيتس الأمريكية. تلقب بـ «مدينة الرؤساء». في عام 2000 بلغ عدد سكانها 88025 نسمة. تشكلت كوينسي في عام 1792، وسميت بهذا الاسم نسبةً للعقيد جون كوينسي. كانت سابقاً جزءً من مدينة برينتري في نفس الولاية. تعرف المدينة بأنها المكان الذي نشأت فيه شركة دنكن دونتس (Dunkin' Donuts) عام 1950.
أول من استوطن مدينة كوينسي هم الإنجليز في عام 1625، وأصبحت مدينة في عام 1888. تعد سكك حديد غرانايت هي أول طرق قطارية تجارية في الولايات المتحدة.

## التركيبة السكانية
حدّد مكتب تعداد الولايات المتحدة بيانات التركيبة السكانية لكوينسي في تعداد الولايات المتحدة. في ما يلي، التركيبة السكانية حسب تعدادي 2000 و2010.

### تعداد عام 2000
بلغ عدد سكان كوينسي 88,025 نسمة بحسب تعداد عام 2000، وبلغ عدد الأسر 38,883 أسرة وعدد العائلات 20,534 عائلة مقيمة في المدينة. في حين سجلت الكثافة السكانية 1,263.1 نسمة لكل كيلومتر مربع (3,271.4/ميل2). وبلغ عدد الوحدات السكنية 40,093 وحدة بمتوسط كثافة قدره 575.3 لكل كيلومتر مربع (1,490.0/ميل2).
وتوزع التركيب العرقي للمدينة بنسبة 79.60% من البيض و2.21% من الأمريكيين الأفارقة و0.16% من الأمريكيين الأصليين و15.39% من الأمريكيين ذوي الأصول الآسيوية و0.02% من سكان جزر المحيط الهادئ و0.85% من الأعراق الأخرى و1.76% من عرقين مختلطين أو أكثر و2.08% من الهسبانيون أو اللاتينيون من أي عرق.
بلغ عدد الأسر 38,883 أسرة كانت نسبة 22.6% منها لديها أطفال تحت سن الثامنة عشر تعيش معهم، وبلغت نسبة الأزواج القاطنين مع بعضهم البعض 38.7% من أصل المجموع الكلي للأسر، ونسبة 10.5% من الأسر كان لديها معيلات من الإناث دون وجود شريك، بينما كانت نسبة 3.7% من الأسر لديها معيلون من الذكور دون وجود شريكة وكانت نسبة 47.2% من غير العائلات. تألفت نسبة 37.6% من أصل جميع الأسر من عدة أفراد يعيشون في نفس المنزل ونسبة 13.4% كانت تتألف من شخص يعيش بمفرده يبلغ من العمر 65 عاماً أو أكثر. وبلغ متوسط حجم الأسرة المعيشية 2.22، أما متوسط حجم العائلات فبلغ 3.03.
بلغ العمر الوسطي للسكان 37.6 عاماً. وكانت نسبة 17.4% من القاطنين تحت سن الثامنة عشر، وكانت نسبة 7.5% بين الثامنة عشر والرابعة والعشرين عاماً، ونسبة 35.8% كانت واقعةً في الفئة العمرية ما بين الخامسة والعشرين والرابعة والأربعين عاماً، ونسبة 21.9% كانت ما بين الخامسة والأربعين والرابعة والستين، ونسبة 15.6% كانت ضمن فئة الخامسة والستين عاماً فما فوق. يوجد لكل 100 أنثى 91.2 ذكر، ويوجد لكل 100 أنثى في الثامنة عشر من عمرها فما فوق 88.7 ذكر.
بلغ متوسط دخل الأسرة في المدينة 47,121 دولارًا، أما متوسط دخل العائلة فبلغ 59,735 دولارًا. وكان متوسط دخل الذكور 40,720 دولارًا مقابل 34,238 دولارًا للإناث. وسجل دخل الفرد الخاص بالمدينة 26,001 دولارًا. وكانت نسبة 5.2% من العائلات ونسبة 7.3% من السكان تحت خط الفقر، وكان من هؤلاء نسبة 10.2% تحت سن الثامنة عشر ونسبة 7% في الخامسة والستين من العمر وما فوق.

### تعداد عام 2010
بلغ عدد سكان كوينسي 92,271 نسمة بحسب تعداد عام 2010، وبلغ عدد الأسر 40,658 أسرة وعدد العائلات 21,089 عائلة مقيمة في المدينة. في حين سجلت الكثافة السكانية 1,324 نسمة لكل كيلومتر مربع (3,429.1/ميل2). وبلغ عدد الوحدات السكنية 42,838 وحدة بمتوسط كثافة قدره 614.7 لكل كيلومتر مربع (1,592.1/ميل2).
وتوزع التركيب العرقي للمدينة بنسبة 67.30% من البيض و4.60% من الأمريكيين الأفارقة و0.19% من الأمريكيين الأصليين و24.03% من الأمريكيين ذوي الأصول الآسيوية و0.02% من سكان جزر المحيط الهادئ و1.74% من الأعراق الأخرى و2.11% من عرقين مختلطين أو أكثر و3.35% من الهسبانيون أو اللاتينيون من أي عرق.
بلغ عدد الأسر 40,658 أسرة كانت نسبة 22.6% منها لديها أطفال تحت سن الثامنة عشر تعيش معهم، وبلغت نسبة الأزواج القاطنين مع بعضهم البعض 37.3% من أصل المجموع الكلي للأسر، ونسبة 10.6% من الأسر كان لديها معيلات من الإناث دون وجود شريك، بينما كانت نسبة 4% من الأسر لديها معيلون من الذكور دون وجود شريكة وكانت نسبة 48.1% من غير العائلات. تألفت نسبة 37.7% من أصل جميع الأسر من عدة أفراد يعيشون في نفس المنزل ونسبة 12.5% كانت تتألف من شخص يعيش بمفرده يبلغ من العمر 65 عاماً أو أكثر. وبلغ متوسط حجم الأسرة المعيشية 2.24، أما متوسط حجم العائلات فبلغ 3.05.
بلغ العمر الوسطي للسكان 39.2 عاماً. وكانت نسبة 16.6% من القاطنين تحت سن الثامنة عشر، وكانت نسبة 8.7% بين الثامنة عشر والرابعة والعشرين عاماً، ونسبة 32.8% كانت واقعةً في الفئة العمرية ما بين الخامسة والعشرين والرابعة والأربعين عاماً، ونسبة 26.9% كانت ما بين الخامسة والأربعين والرابعة والستين، ونسبة 15.1% كانت ضمن فئة الخامسة والستين عاماً فما فوق. وتوزع التركيب الجنسي للسكان بنسبة 47.9% ذكور و52.1% إناث.

## أعلام
- كارل أندريه
- ماري باركر فوليت
- جون كوينسي آدامز الثاني
- لي ريميك
- روث غوردون
- جون آدامز
- جون شيفر
- هارييت إي. ويلسون
- جون هانكوك
- أبيجيل آدامز

## وصلات خارجية

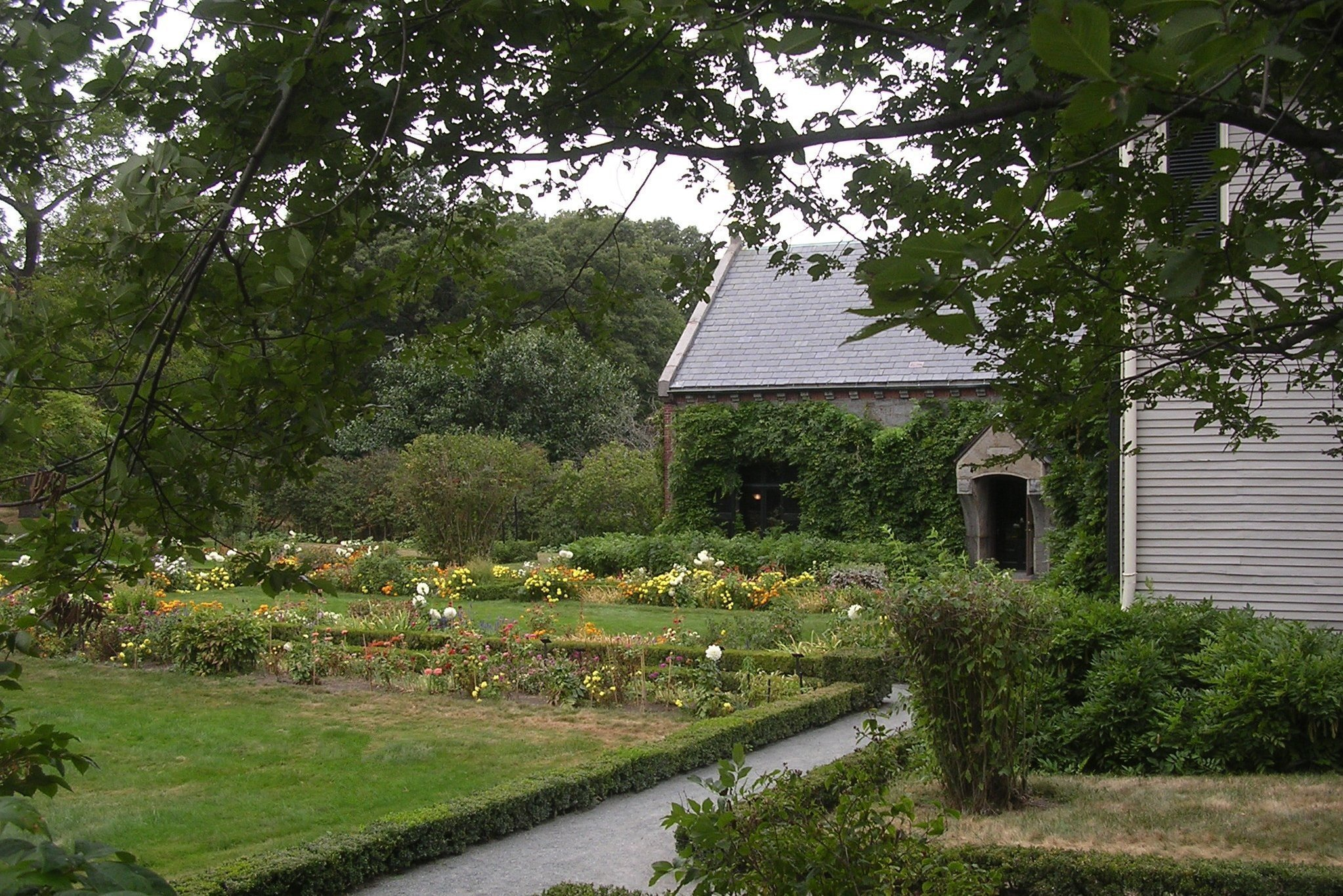

- الموقع الرسمي